# Asterella latifrons
Asterella latifrons là một loài rêu trong họ Aytoniaceae. Loài này được Stephani H.A. Mill. mô tả khoa học đầu tiên năm 1981.